# التلفيف الصدغي المعترض
التلافيف الصدغية المعترضة، وتُدعى أيضًا تلافيف هيشل أو حويات هيشل، هي تلافيف تقع في باحة القشرة السمعية الأولية داخل الثلم الوحشي في دماغ الإنسان، وتتواجد في باحتي برودمان 41 و42. تتوضع التلافيف الصدغية المعترضة إلى الأعلى من المستوى الصدغي (القشرة المشاركة في تشكيل اللغة) ويفصل بينهما ثلم هيشل. عُثر على تلافيف صدغية معترضة بأعداد متنوعة في نصفي الدماغ الأيمن والأيسر ووجدت إحدى الدراسات أن هذا العدد لا يتعلق بنصف الكرة المخية أو سيطرته لدى الخاضعين للدراسة. يمكن رؤية التلافيف الصدغية المعترضة في المستوى السهمي إما على شكل أوميغا (إذا تواجد تلفيف واحد) أو على شكل قلب (إذا تواجد تلفيفان وثلم).
تعد التلافيف الصدغية المعترضة أول البنى القشرية التي تعالج المعلومات السمعية الواردة. تتميز التلافيف الصدغية المعترضة تشريحيًا بأنها تسير إلى الإنسي (نحو مركز الدماغ)، بدلًا من السير من الأمام إلى الخلف كما هو الحال في باقي تلافيف الفص الصدغي.
أُطلق على التلافيف اسم تلافيف هيشل تيمنًا بريتشارد إل هيشل.

## معالجة لحن الصوت
تنشط التلافيف الصدغية المعترضة خلال التصوير بالرنين المغناطيسي الوظيفي عند المعالجة السمعية للحن الصوت والمهام الدلالية. وجدت إحدى الدراسات أن التلافيف الصدغية المعترضة تبدي معدلات معالجة أسرع (33 هرتز) في نصف الكرة المخية الأيسر بالمقارنة مع تلافيف النصف المقابل (3 هرتز). بالإضافة إلى ذلك، وُجد أن اختلاف معدل المعالجة يتعلق بحجم القشرة المرتبطة بالمعدل في التلافيف، ووُجد أن التلافيف الصدغية المعترضة اليسرى أكثر نشاطًا خلال المعالجة الصدغية، وأنها تمتلك «قشرة مرتبطة بالمعدل» ذات حجم أكبر. لم يُعثر على رابط بين حجم المادتين الرمادية والبيضاء في التلافيف الصدغية المعترضة وسرعة المعالجة، على الرغم من أن كبر حجم المادة الرمادية لدى الخاضعين للدراسة يرتبط بزيادة الحساسية «للوارد السمعي السريع».
توضّحَ دور التلافيف الصدغية المعترضة في المعالجة السمعية للحن الصوت عبر دراسة أجراها وانغ وورير وآخرون (عام 2008). أظهرت هذه الدراسة التالي: وُجد أن الخاضعين للاختبار ممن نجحوا في تشكيل ترابط بين لغة الماندرين الصينية «نمط النغمة» ومعنى الكلمة كانوا يمتلكون تلافيفًا صدغية مستعرضة ذات حجم أكبر من أولئك الذين واجهوا «صعوبات في تعلم تلك الترابطات». وُجد أيضًا أن إتمام المهمة السابقة بنجاح ترافق مع «تركيز أعلى للمادة البيضاء» في التلافيف الصدغية المعترضة اليسرى لدى الخاضعين للاختبار. عمومًا، قد ترتبط التلافيف الصدغية المستعرضة الأكبر «بمعالجة أكثر كفاءة للإشارات المتعلقة بالكلام ما قد يسهل التعلم وإدراك أصوات الكلام الجديدة».

## الصوت الداخلي
أدت الدراسات حول الصوت الداخلي الذي يدركه الإنسان إلى تحديد هذه التلافيف بصفتها المنطقة التي تنشط في الدماغ خلال هذا النوع من الحوار مع الذات. استجاب تلفيف هيشل على وجه الخصوص مع الحديث الداخلي العفوي، في حين أبدى نشاطًا منخفضًا خلال الحديث الداخلي المحدث بمهمة (تكرار الكلمات التي يطلبها المجرب).

## سلبية عدم التطابق
تعد سلبية عدم التطابق أحد العناصر المشهورة الكمون المتعلق بالحدث (إي آر بّي). يُنظر إلى هذا العنصر على أنه يمثل عملية توقع الخطأ في الدماغ. ينشأ الكمون المتعلق بالحدث من مولدين اثنين، يقع أحدهما في الفص أمام الجبهي الأيمن، والآخر في الباحات السمعية الأولية التي تتشكل من التلفيف الصدغي المستعرض والتلفيف الصدغي العلوي.